# Cerodontha griffithsi
Cerodontha griffithsi är en tvåvingeart som beskrevs av Nowakowski 1967. Cerodontha griffithsi ingår i släktet Cerodontha och familjen minerarflugor. Inga underarter finns listade i Catalogue of Life.